# Poliajnos z Lampsakos
Poliajnos z Lampsakos (ur. ok. 340 p.n.e. – zm. ok. 278 p.n.e.)  – grecki filozof, uczeń i przyjaciel Epikura.